# Emmanuel Maignan
Emmanuel Maignan (Emanuel; Toulouse, 17 de julho de 1601 – Toulouse, 29 de outubro de 1676) foi um físico francês, teólogo católico minimista.
Suas obras foram particularmente influentes na Espanha, onde foram resistidos por seu colega de congregação Francisco Palanco.

## Vida
Seu pai foi decano da Chancelaria de Toulouse e o pai de sua mãe era professor de medicina na Universidade de Toulouse. Estudou ciências humanas no colégio jesuíta. Aos dezoito anos ingressou na Ordem dos Mínimos. Seu instrutor de filosofia era um seguidor de Aristóteles, mas Maignan logo começou a contestar e se opor a tudo o que lhe parecia falso nos ensinamentos de Aristóteles, especialmente na física. Ele preferia Platão a Aristóteles.
Ele dominou a matemática do dia, praticamente sem ajuda de ninguém. No final de alguns anos sua habilidade foi reconhecida por seus superiores e ele foi encarregado da instrução dos noviços. Em 1636 foi chamado a Roma pelo general da ordem para ensinar matemática no convento da Trinità dei Monti. Morou lá por catorze anos, envolvido em matemática e em experimentos físicos, e publicando seu trabalho sobre gnomônica e perspectiva.
Em 1650 retornou para Toulouse e foi provincial. Quando seus três anos terminaram, ele ficou feliz em se dedicar inteiramente aos estudos. Quando Luís XIV, tendo visto suas máquinas e curiosidades em Toulouse, o convidou para Paris, em 1669, através do cardeal Jules Mazarin, ele implorou que lhe fosse permitido passar a vida na reclusão do convento.

## Obras
- "Perspectiva horaria sive de horographia gnomonica  tum theoretica  tum practica" (4 vols., Roma, 1648);
- "Cursus philosophicus" (1st ed., 4 vols., Toulouse, 1652; 2nd ed. with changes and additions, Lyons, 1673);
- "Sacra philosophia entis supernaturalis" (Lyons, 1662, 1st vol., and 1672, 2nd vol.);
- "Dissertatio theologica de usu licito pecuniæ" (Lyons, 1673).

Esta dissertação parecia autorizar a usura e, portanto, foi censurada por vários bispos.